# Альберто Контадор

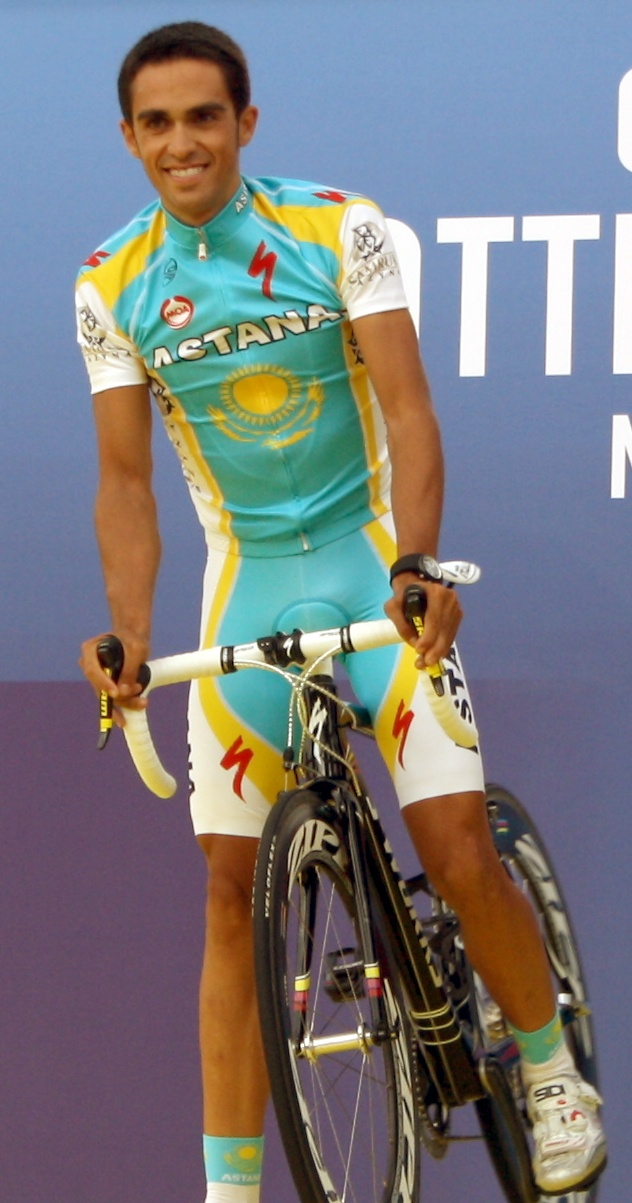

Альберто Контадор Веласко (ісп. Alberto Contador Velasco; *6 грудня 1982, Пінто, Іспанія) — іспанський професійний велогонщик, дворазовий переможець Тур де Франс, триразовий переможець Вуельта Іспанії.

## Кар’єра
Почав серйозно займатися велоспортом у віці 15 років в одній з команд свого рідного міста. У 2002 році він виграв одиночний заїзд Іспанського Чемпіонату в категорії до 23 років. У 2003 році дебютував на професійному рівні в команді Eroski, з якою здобув свою першу професійну перемогу (одиночний заїзд Тур по Польщі). У 2004 році, під час першого етапу Vuelta Asturias, в результаті падіння він отримав серйозну травму голови. У нього в мозку був виявлений кров'яний згусток. Була проведена складна операція. У тому сезоні він більше не брав участі у змаганнях. У 2005 році він здобув свою першу перемогу на 5 етапі Tour Down Under. У 2007 році він підписав контракт з командою Discovery Channel.
Першою головною перемогою Контадора стала гонка Париж-Ніцца 2007.
На Тур де Франс 2007 Контадор виграв 14 етап і піднявся на другу сходинку у генеральній класифікації відразу за Міхаелем Расмуссеном. Після видалення Расмуссена з перегонів після 17 етапу Контадор очолив гонку і приміряв жовту майку лідера. 23 жовтня 2007 року після оголошення про розпуск Discovery Channel Контадор оголосив, що він переходить в команду Астана. 
13 лютого 2008 організатори Тур де Франс заявили, що Астана не буде допущена до участі в усіх їх перегонах у 2008. 
У 2008 році на Олімпійських Іграх Контадор взяв участь у груповій шосейній гонці та гонці з роздільним стартом. У першій він не фінішував, а в іншій - прийшов четвертим.
У вересні 2009 року на Вуельті іспанець вважався головним претендентом на перемогу. Він виграв 13 етап із фінішем на Англіру, захопивши лідерство в гонці і повторив свій успіх, вигравши 14 етап. Перемога у загальній класифікації Вуельта зробила Контадора п'ятим велогонщиком, який вигравав всі три Гранд Тура.
19 липня 2009 — Контадор перемагає на 15-му етапі Тур де Франс, а в підсумку перемагає і у загальному заліку. 
Згодом іспанець виграв ще раз «Велику петлю» і «Джиро», але був позбавлений титулів через викриття у вживанні допінгу. Незважаючи на цей факт, Альберто вважається багатьма експертами і колегами найсильнішим «супербагатоденником» сучасності.

## Команди
- 2003—2006 Liberty Seguros
- 2007 Discovery Channel
- 2008—2010 Astana
- 2011—2016 Team Saxo Bank Tinkoff Bank

## Головні перемоги
- переможець перегонів 3-го етапу Каталонського тижня (2005);
- переможець Париж-Ніцца (2007, 2010);
- переможець Джиро д'Італія (2008, 2015);
- переможець Тур де Франс (2007, 2009);
- переможець Вуельта Іспанії (2008, 2012, 2014)
- переможець гонки Vuelta Y Кастилія-Леон (2007, 2008, 2010 );